# 東小熊村
東小熊村（ひがしおぐまむら）は、かつて岐阜県羽島郡に存在した村である。
現在の羽島市小熊町の一部、及び小熊町東小熊、小熊町江頭、小熊町外粟野に該当する。
発足時は羽栗郡の村であったが、郡の合併で羽島郡の村となっている。

## 歴史
- 1889年（明治22年）7月1日 - 町村制により東小熊村が発足。
- 1897年（明治30年）4月1日[2] - 羽栗郡と中島郡の合併により羽島郡発足。東小熊村は羽島郡の所属となる。
- 1897年（明治30年）4月1日 - 西小熊村、島村、川森村と合併し小熊村が発足。同日東小熊村廃止。